# 와르르
와르르(영어: Dry Bones, 일본어: カロン)는 마리오 시리즈에 등장하는 캐릭터이다. 쿠파 거북족의 일원으로, 엉금엉금의 해골 버전이다. 뼈대로 되어 있다.

## 등장
와르르의 데뷔작은 1988년 출시된 슈퍼 마리오브라더스 3이다. 적 캐릭터로 등장하였으며, 밟아도 잠시 분리되었다가, 다시 살아난다. 뉴 슈퍼 마리오브라더스에서도 적 캐릭터로 등장 하지만, 마리오 파티 8, 마리오 카트 DS, 마리오 카트 Wii에서는 플레이 가능한 캐릭터로 등장한다. 그리고 마리오 파워 사커에는 사이드키커로 등장한다.